# Щит (хералдика)
Щитът в хералдиката е съставна част на герб. 
Един герб може да се използва в няколко форми:
- малка (само щит),
- средна (с добавен шлем, нашлемник, бурлет, корона, наметка) или
- голяма (в цялостно изпълнение, т. е. с добавени още мантия, шатра, щитодръжци, щитоносци, постамент, девиз, боен вик). Понякога в средната форма могат да участват елементи от голямата.

Съответно, понякога даден герб е изобразен само като щит (когато е показан в малката си форма).
Щитът съдържа винаги хералдически фигури, а много често и нехералдически фигури. 

## Разделение на щита
Щитът е най-старата част на герба и главен носител на информацията, съдържаща се в него. В хералдиката страните на щита се определят не от положението на зрителя, а от това на този, който го държи. Поради тази причина хералдично ляво е всъщност дясно за зрителя и т.н. За да се определи в коя част на щита е разположен тази или онази фигура, трябва да се различат следните области на щита, показание на рисунката:
В повечето случаи щитовете биват разделяни на множество полета. Това може да става по четири основни начина:
- разсичане с помощта на вертикални линии
- пресичане с помощта на хоризонтални линии
- скосяване отдясно с помощта на диагонални линии, започващи от горен десен хералдически ъгъл
- скосяване отляво с помощта на диагонални линии, започващи от горен ляв хералдически ъгъл
- разсичане с помощта на Анреевски кръст
- кръстообразно разсичане
- разсичане с помощта на шеврон
- вилообразно разсичане.

## Разновидности
Девет разновидности на хералдическия щит се смятат за основни – старофренски или нормански (триъгълна форма), испански, италиански (овален), френски, английски, византийски (кръгъл), германски, дамски (ромбоиден) и квадратен.
Старофренският щит е с триъгълна форма и е широко разпространен през ХІІІ – XIV век. Гербът на Норвегия е във формата на старофренски щит.
- Герб на Бобошево
- Герб на Брезово
- Герб на Русе

Френският щит представлява правоъгълник, заострен в средата на долната си част, като долните ъгли на правоъгълника са заоблени.
- Герб на Кърджали
- Герб на Стара Загора
- Герб на Кюстендил

Испанският щит представлява правоъгълник, долната част на който е заоблена във форма на полукръг. Известен е също така и като португалски и фламандски щит, тъй като се е използвал широко и в тези страни.
- Герб на Панагюрище
- Герб на Перник
- Герб на Плевен